# Wiki Loves Monuments
Wiki Loves Monuments (WLM) è un concorso fotografico internazionale che si svolge annualmente nel mese di settembre e ha come tema la raccolta di immagini del patrimonio culturale mondiale, pubblicate con licenza libera affinché possano essere caricate su Wikipedia o altri progetti della Wikimedia Foundation. Per partecipare è necessario caricare le fotografie su Wikimedia Commons. L'edizione del 2011 è entrata nel Guinness dei primati come il più grande concorso fotografico al mondo con 168.208 immagini inviate da più di 5.000 partecipanti. Nel 2014 è stato superato il milione di foto caricate dall'inizio del concorso, da 37 diversi paesi del mondo.

## Storia

I 56 paesi che hanno partecipato all'edizione 2024

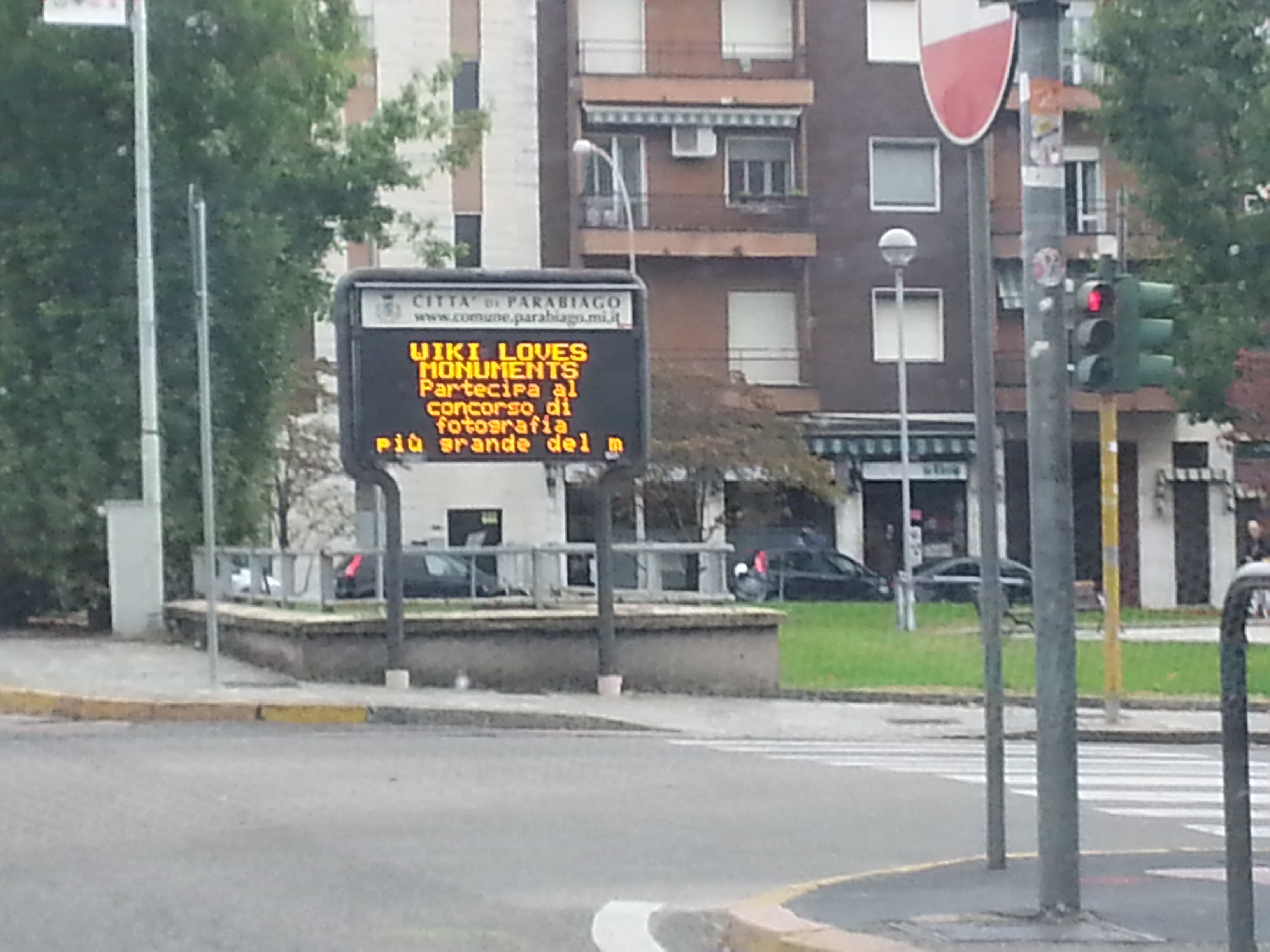
Cartello luminoso a messaggio variabile dell'amministrazione comunale di Parabiago (MI) che invita a partecipare a WLM 2015.

La prima edizione di Wiki Loves Monuments si è tenuta nel 2010 nei Paesi Bassi. La competizione riguardava i "Rijksmonument" olandesi (letteralmente "monumento del regno").
I Rijkmonuments includono realizzazioni architettoniche e oggetti di interesse generale riconosciuti per il loro valore culturale, scientifico o per la loro bellezza, quali ad esempio il sito archeologico di Drenthe, il Palazzo Noordeinde a L'Aia, e le case lungo i canali di Amsterdam. L'edizione del 2010 ha contato più di 12.500 fotografie inviate
Il successo dell'edizione 2010 ha destato l'interesse di gruppi di volontari in altri paesi, pertanto l'edizione 2011 è stata estesa a livello europeo, interessando 18 paesi. La competizione ha ricevuto anche l'appoggio, tra gli altri, della Commissione europea e del Consiglio d'Europa. Con le 168 208 fotografie caricate durante il 2011, il concorso è entrato nel Guinness dei primati.
Nel 2012, Wiki Loves Monuments è stato nuovamente esteso, diventando un concorso mondiale, con la partecipazione di 35 paesi diversi tra cui Andorra, Argentina, Austria, Bielorussia, Belgio, Canada, Cile, Colombia, Repubblica Ceca, Danimarca, Estonia, Francia, Germania, Ghana, India, Israele, Italia, Kenya, Lussemburgo, Messico, Norvegia, Paesi Bassi, Panama, Filippine, Polonia, Romania, Russia, Serbia, Slovacchia, Spagna, Sudafrica, Stati Uniti d'America, Svezia, Svizzera e Ucraina.
Nel 2013 i Paesi sono diventati 53 (compreso l'Antartide) e si è raggiunto il nuovo record di quasi 370.000 foto (per l'esattezza 369.589 file).
L'edizione 2014 del concorso ha visto più di 8750 partecipanti in 41 Paesi, che hanno proposto oltre 308.000 fotografie. Pakistan, Macedonia, Irlanda, Kosovo, Albania, Palestina, Libano e Iraq hanno fatto il loro debutto nel 2014. Dal Pakistan, più di 700 concorrenti da ogni parte del Paese hanno proposto oltre 12.000 scatti. Nel settembre 2014 è stato superato il milione di foto caricate dall'inizio del concorso.

## Descrizione
Wiki Loves Monuments è un concorso annuale, che si svolge nel mese di settembre. È possibile partecipare al concorso fotografando uno dei monumenti o siti presenti nelle liste individuate dall'organizzazione del concorso, che sono compilate utilizzando fonti governative nazionale o di altri enti. Per partecipare è necessario caricare la fotografia del monumento su Wikimedia Commons con una licenza libera. Ogni fotografia partecipa ad una delle edizioni nazionali del concorso in base al monumento ritratto, ossia le fotografie partecipano al concorso del paese che comprende il monumento nelle sue liste. Nel 2011 e 2012, Wiki Loves Monuments si è strutturato in modo federato, da ogni concorso nazionale sono state selezionate 10 fotografie vincitrici che hanno conquistato il diritto di accedere alla fase internazionale dalla quale vengono scelte 10 fotografie vincitrici.
Dal 2021, un'apposita app per Android e iOS, poi sostituita da una web-app l'anno dopo, permette di individuare facilmente i monumenti e di caricare le immagini anche da smartphone.

## Statistiche
Nel corso delle prime tredici edizioni sono state caricate, a livello globale, 2 949 206 fotografie.
| Edizione | Anno | Nazioni | Nuove nazioni | Progressione nazioni | Immagini caricate | Progressione immagini | Contributori | Nuovi contributori | % nuovi contributori | Progressione nuovi contributori progressivo |
| -------- | ---- | ------- | ------------- | -------------------- | ----------------- | --------------------- | ------------ | ------------------ | -------------------- | ------------------------------------------- |
| 1        | 2010 | 1       | 1             | 1                    | 11 983            | 11 983                | 199          | 141                | 71%                  | 141                                         |
| 2        | 2011 | 18      | 17            | 18                   | 156 254           | 168 237               | 5 490        | 4 122              | 75%                  | 4 263                                       |
| 3        | 2012 | 34      | 18            | 36                   | 351 040           | 519 277               | 15 151       | 12 261             | 80%                  | 16 524                                      |
| 4        | 2013 | 53      | 21            | 57                   | 362 255           | 881 532               | 12 356       | 9 563              | 77%                  | 26 087                                      |
| 5        | 2014 | 41      | 8             | 65                   | 303 829           | 1 185 361             | 9 182        | 6 990              | 76%                  | 33 077                                      |
| 6        | 2015 | 33      | 5             | 70                   | 224 703           | 1 410 064             | 6 731        | 4 790              | 71%                  | 37 867                                      |
| 7        | 2016 | 42      | 8             | 78                   | 272 653           | 1 682 717             | 10 814       | 8 382              | 77%                  | 46 249                                      |
| 8        | 2017 | 52      | 6             | 84                   | 244 291           | 1 927 008             | 9 919        | 7 340              | 73%                  | 53 589                                      |
| 9        | 2018 | 56      | 2             | 86                   | 256 468           | 2 183 476             | 13 884       | 11 015             | 78%                  | 64 604                                      |
| 10       | 2019 | 48      | 2             | 88                   | 211 960           | 2 395 436             | 7 201        | 4 697              | 65%                  | 69 301                                      |
| 11       | 2020 | 51      | 3             | 91                   | 229 434           | 2 624 870             | 7 622        | 5 146              | 67%                  | 74 447                                      |
| 12       | 2021 | 36      | 3             | 94                   | 172 237           | 2 797 107             | 4 899        | 3 188              | 65%                  | 77 635                                      |
| 13       | 2022 | 38      | 2             | 96                   | 151 697           | 2 948 804             | 4 899        | 2 166              | 58%                  | 79 801                                      |
| 14       | 2023 |         |               |                      |                   |                       |              |                    |                      |                                             |
| 15       | 2024 |         |               |                      |                   |                       |              |                    |                      |                                             |
| 16       | 2025 |         |               |                      |                   |                       |              |                    |                      |                                             |